# 张潮 (演员)
张潮（1956年7月1日—），男，北京人，中国演员。

## 生平
幼年时跟随父母支边到甘肃省的嘉峪关市，于1973年在嘉峪关市树脂厂当汽车修理工，1978年考入了北京电影学院表演系，接受了表演训练。其著名作品有谢晋导演的《啊！摇篮》以及《重案六组》系列等。 